# Serghei Litvinov
Serghei Litvinov (în rusă Сергей Николаевич Литвинов; n. 23 ianuarie 1958, Țukerova Balka⁠(d), Q4239058⁠(d), RSFS Rusă, URSS – d. 19 februarie 2018, Soci, Ținutul Krasnodar, Rusia) a fost un atlet rus, campion mondial și olimpic la aruncarea ciocanului. Litvinov a câștigat medalia de aur la Jocurile Olimpice de vară din 1988 de la Seul și a fost dublu campion mondial în anii 1983 și 1987. În cariera sportivă, el a stabilit trei recorduri mondiale, concurentul lui cel mai puternic fiind Iurii Sedîh. Cea mai bună performanță a sa este 86,04 m, record stabilit în 1986 la Dresda. Și fiul Serghei Litvinov (n. 1986) este un aruncător de ciocan.

## Palmares
| An                             | Competiție                     | Locație                        | Loc                            | Note                           |
| Reprezentând Uniunea Sovietică | Reprezentând Uniunea Sovietică | Reprezentând Uniunea Sovietică | Reprezentând Uniunea Sovietică | Reprezentând Uniunea Sovietică |
| ------------------------------ | ------------------------------ | ------------------------------ | ------------------------------ | ------------------------------ |
| 1980                           | Jocurile Olimpice              | Moscova, URSS                  | 2                              | 80,64 m                        |
| 1982                           | Campionatul European           | Atena, Grecia                  | 3                              | 78,66 m                        |
| 1983                           | Campionatul Mondial            | Helsinki, Finlanda             | 1                              | 82,68 m                        |
| 1986                           | Campionatul European           | Stuttgart, Germania de Vest    | 2                              | 85,74 m                        |
| 1987                           | Campionatul Mondial            | Roma, Italia                   | 1                              | 83,06 m                        |
| 1988                           | Jocurile Olimpice              | Seul, Coreea de Sud            | 1                              | 84,80 m                        |
| Reprezentând Rusia             |                                |                                |                                |                                |
| 1993                           | Campionatul Mondial            | Stuttgart, Germania            | 7                              | 78,56 m                        |